# Lovely to See You: Live
Lovely to See You: Live è un disco dal vivo del gruppo rock The Moody Blues, registrazione di un concerto tenuto l'11 giugno del 2005 al Greek Theatre di Los Angeles.

## Formazione
- Justin Hayward: Chitarra/Voce
- John Lodge: Basso/Voce
- Graeme Edge: Batteria
- Norda Mullen: Flauto/Chitarra/Percussione/Voce
- Gordon Marshall: Batteria/Flauto/Tastiera
- Paul Bliss: Tastiera/Chitarra
- Bernie Barlow: Tastiera/Voce/Percussione
- Danilo Madonia: Ingegnere del suono

## Tracce CD
Disco 1
1. "Lovely To See You" (4:13)
2. "Tuesday Afternoon" (4:23)
3. "Lean On Me (Tonight)" (4:44)
4. "The Actor" (5:46)
5. "Steppin' In A Slide Zone" (4:51)
6. "The Voice" (4:17)
7. "Talking Out Of Turn" (5:43)
8. "I Know You're Out There Somewhere" (5:23)
9. "The Story in your Eyes" (3:54)

Disco 2
1. "Forever Autumn" (4:37)
2. "Your Wildest Dreams" (4:55)
3. "Isn't Life Strange" (7:48)
4. "The Other Side of Life" (5:06)
5. "December Snow" (4:45)
6. "Higher And Higher" (5:07)
7. "Are You Sitting Comfortably?" (4:43)
8. "I'm Just a Singer (in a Rock'n'Roll Band)" (6:46)
9. "Nights in White Satin" (6:00)
10. "Question" (6:09)
11. "Ride my See-Saw" (5:12)

## Tracce DVD
1. "Lovely To See You" (4:13)
2. "Tuesday Afternoon" (4:23)
3. "Lean On Me (Tonight)" (4:44)
4. "The Actor" (5:46)
5. "Steppin' In A Slide Zone" (4:51)
6. "The Voice" (4:17)
7. "Talking Out Of Turn" (5:43)
8. "I Know You're Out There Somewhere" (5:23)
9. "The Story In Your Eyes" (3:54)
10. "Forever Autumn" (4:37)
11. "Your Wildest Dreams" (4:55)
12. "Isn't Life Strange" (7:48)
13. "The Other Side Of Life" (5:06)
14. "December Snow" (4:45)
15. "Higher And Higher" (5:07)
16. "Are You Sitting Comfortably?" (4:43)
17. "I'm Just A Singer (In A Rock & Roll Band)" (6:46)
18. "Nights In White Satin" (6:00)
19. "Question"(6:09)
20. "Ride My See-Saw" (5:12)